# Лепхалале
Лепхалале (англ. Lephalale), бывший Эллисрас (Ellisras) — административный центр местного муниципалитета Лепхалале в районе Ватерберх провинции Лимпопо (ЮАР).

## История
В 1930-х годах Патрик Эллис и Пит Эразмус основали в этих местах ферму. В 1940-х годах в окрестностях были обнаружены залежи каменного угля, разработка которых началась в 1950-х. Возникший шахтёрский городок в 1960 году был назван Эллисрас в честь двух владельцев исходной фермы.
В 2002 году правительство ЮАР официально переименовало город в Лепхалале в честь протекающей здесь реки Лепхалала.